# Апотекар (опера)
Апотекар (у оригиналу итал. Lo speziale) је опера буфа у три чина Јозефа Хајдна. Каталошка ознака је Hob. 28/3. Љубавни троугао између сиромашног шегрта Менгонеа, богатог и увереног дeндија Волпина и апотекареве штићенице Грилетe, "Апотекар" је комедија велике топлине и духовитости.
Представља увертиру стваралаштву Моцарта. Почиње аријом којом се Менгоне жали на посао апотекарског приправника, баш као што је Лепорело сличном темом започео оперу Дон Ђовани. Улога Волпина подсећа на Керубина у опери „Фигарова женидба“, а млади љубавници који се прерушавају подсећају на чувени пар из опере „Тако чине све“.
Опера је писана за две флауте, две обое, фагот, два рога, гудаче и континуо. Аутор либрета је Карло Голдони.

## Ликови и улоге
| Семпронио () | Стари апотекар         | Тенор      |
| Грилета ()   | Семпронијева штићеница | Сопран     |
| Менгоне ()   | Семпронијев шегрт      | Тенор      |
| Волпино ()   | Млади богати денди     | Мецосопран |
| Ћекина ()    | Служавка               | Нема улога |

## Историја
Компонована је и први пут изведена уз велику популарност и критичко признање у палати Естерхаза у јесен 1768. године. Изведена је још два пута током Хајдновог живота, 21. и 22. марта 1770. Опера је вероватно изведена више од свих осталих Хајднових опера. Први пут у Србији је сценски изведена 4. децембра 2015. године у режији Тадије Милетића и извођењу Јоване Чуровић, Маријане Шовран, Хане Рамујкић, Стевана Каранца, Роберта Јакина Вирђила у великој сали Студентског културног центра у Београду